# Лютениця
Лютениця — болгарський традиційний соус із перцю та помідорів, що вживається як у свіжому вигляді, так і використовується для консервування.
Раніше, за класичним рецептом, зокрема через відсутність сучасної побутової техніки, вона нагадувала овочеву ікру. Тепер, за рахунок кращого подрібнення інгредієнтів, страва має рідкішу консистенцію.

## Спосіб приготування
Для приготування соусу слід підготувати болгарський перець, помідори, декілька гострих перчин, олію, петрушку та часник. Також, за бажанням, до оригінального рецепта додають моркву й баклажани.
Перед початком приготування лютениці з перцю видаляють насіння, промивають його, пересипають сіллю та, на змащеному олією деко, запікають до чорноти шкірки. Після цього овочі охолоджують, знімають шкірку та перемелюють на м'ясорубці. Так само подрібнюють помідори, попередньо обливши їх окропом для зняття шкірки (їх також можна дрібно нарізати й тушкувати до густої консистенції, а потім перетерти). Помідори та перець змішуємо разом, додаємо подрібнений часник та гострий перець та ставлять до холодильника, щоб дати застигнути. Перед подачею прикрашають петрушкою.
Якщо ж соус готується для консервування, то суміш переливають в банки, стерилізують та закривають. Соус вживають з хлібом та бринзою, разом з м'ясними стравами, гарніром, а також використовують як намазку на бутерброди.
Досить поширеним є також приготування лютениці з бринзою — наприкінці приготування соусу до суміші додають ще трохи часнику (як правило одну головку) та крупно натерту бринзу і подають страву теплою, разом із картоплею чи хлібом.